# Jehan Chardavoine
Pour les articles homonymes, voir Jean Chardavoine.
Jehan Chardavoine est un compositeur et « arrangeur » de musique, né en 1538 et mort vers 1580, actif à Paris dans la seconde moitié du XVIe siècle. Il a probablement été aussi « praticien », c’est-à-dire juriste.

## Biographie

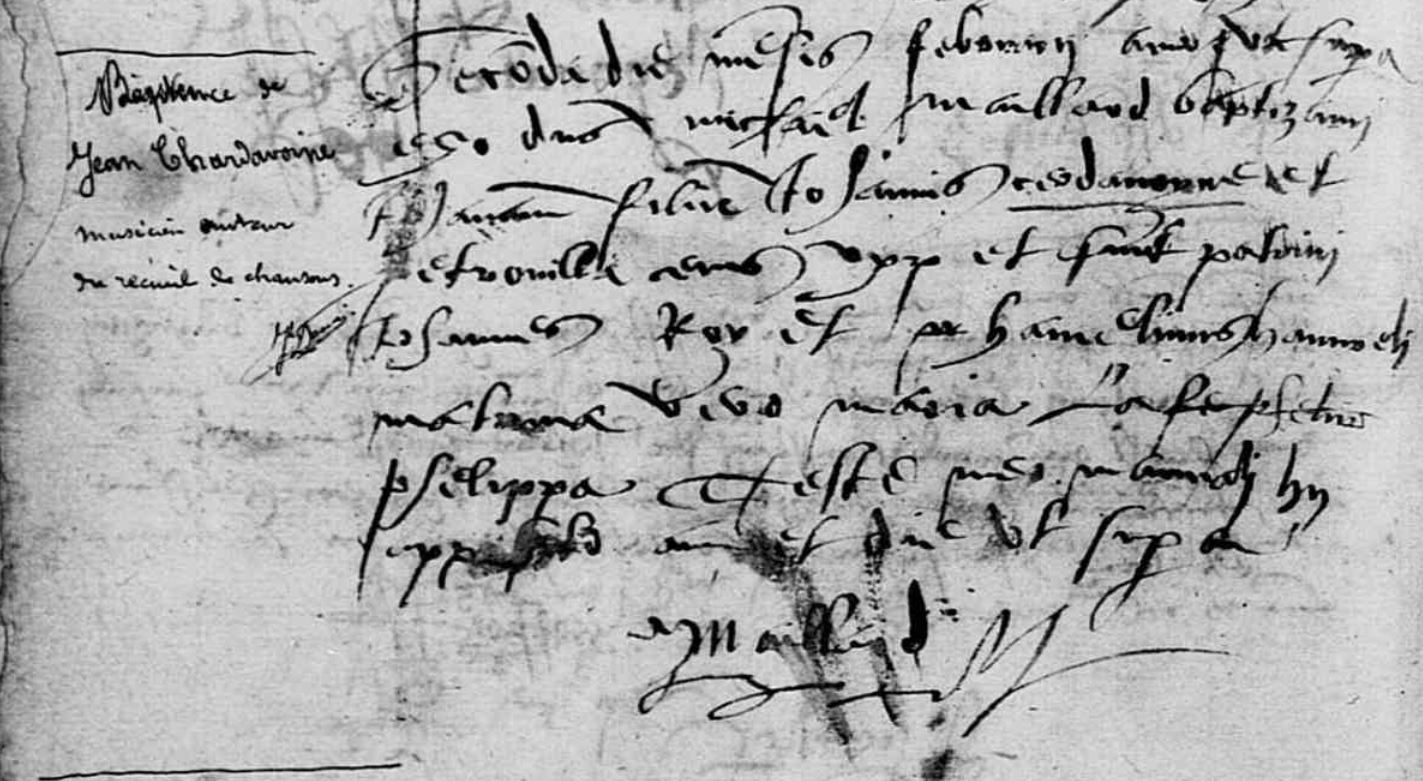
Acte de baptême de Jean Chardavoine (2 février 1538 n.st.) à Beaufort-en-Vallée.

Son acte de naissance a été retrouvé ; elle se situe à Beaufort-en-Vallée le 2 février 1538 (n. st.), actuellement Beaufort-en-Anjou (Maine-et-Loire). Il est fils de « Jean Cerdavoine » et de Pétronille Cerne. Ses parents appartiennent à la bourgeoisie locale et sa famille est alliée, par mariage ou par parrainage, à d'autres familles notables (tels les Roy, les Phelippeau ou les Migon). Jean est l'aîné de quatre filles et deux garçons. Une tradition locale dit que la famille habitait alors la maison située au « carrefour Chardavoine ».
Un acte parisien est connu qui pourrait se rapporter à lui, sans que ce soit certain : le 6 juillet 1571, Jehane Guespin, veuve de feu Guillaume Drouet mesureur de sel, vend à Jehan Chardavoine praticien une maison faite en appentis acquise de Julian Tremblay libraire, rue de Versailles, près le collège du cardinal Lemoine en la censive des chanoines et chapitre Notre-Dame de Paris.

## Œuvres
Chardavoine a fait imprimer un recueil de chansons à une voix très connu de nos jours :

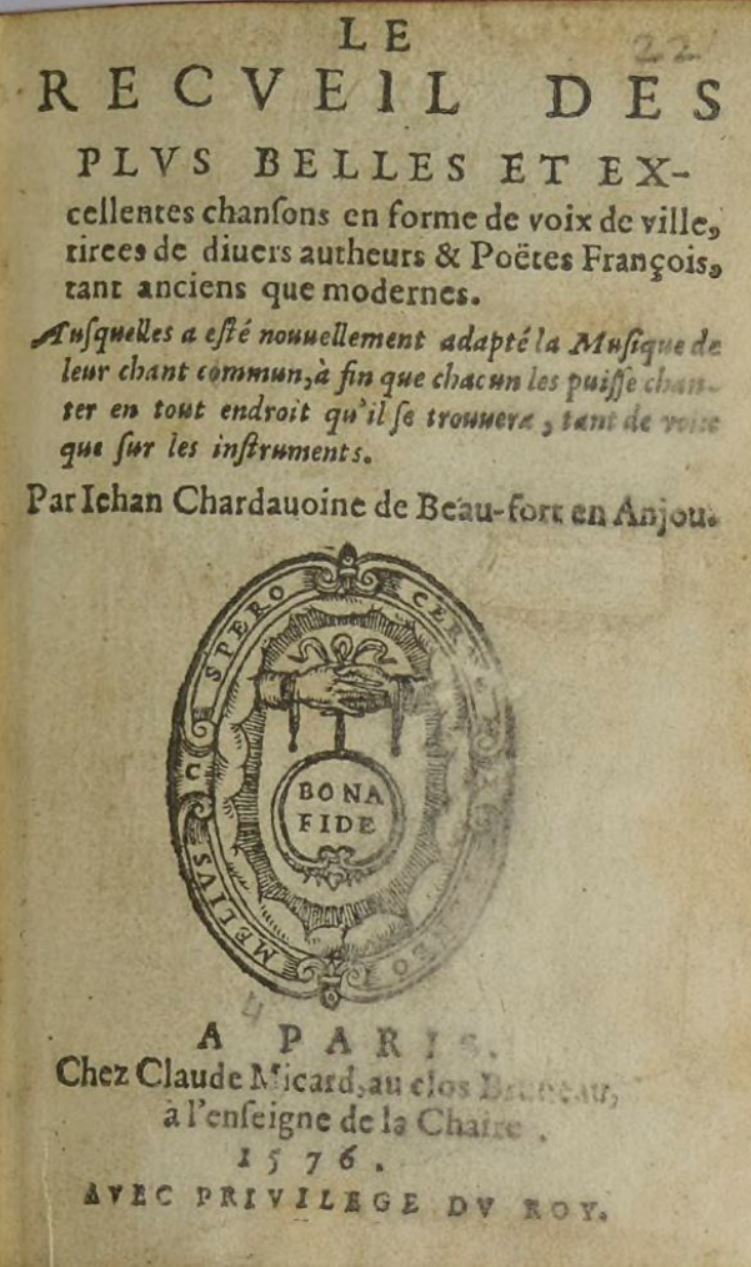
Page de titre du recueil de Paris, 1576. (Paris BNF).

- Recueil des plus belles et excellentes chansons en forme de voix de ville, tirées de divers autheurs & Poëtes François, tant anciens que modernes. Ausquelles a esté nouvellement adaptée la Musique de leur chant commun, à fin que chacun les puisse chanter en tout endroit qu'il se trouvera, tant de voix que sur les instruments, par Jean Chardavoine de Beau-fort en Anjou. Paris : Claude Micart, 1576. In-8°, [8]-280 p.[3]. Numérisée sur Gallica. Paris BNF (Impr.) : RES P-YE-440 ; Paris BNF (Mus.) : RES VM-COIRAULT-184.

La préface au lecteur est signée de sa devise « Bien vivre, et se réjouir ». Elle insiste sur le fait que ses mises en musique empruntent les rythmes de nombreuses danses : « la pavane double, à la simple, et de la commune, rondoyante, moyenne ou héroïque ; le bransle gay, le bransle simple, le bransle rondoyante, le tourdion etc. ». Elle précise encore que l’auteur a longtemps différé de publier son ouvrage et qu’il s’y est résolu après en avoir été sollicité par ses amis.
Le livre est protégé par un privilège pour 10 ans donné le 20 août 1573 à maître Jean Chardavoyne, qui lui permet de publier une collection de chansons « en forme de voix de ville » par tel imprimeur de son choix. Le privilège précise qu’un partie des musiques sont de sa composition. L’ouvrage est composé avec un élégant caractère de musique « en ove », taillé par Philippe Dandrie et très peu utilisé à Paris. Fac-similé : Genève, Minkoff, 1980.
- Une réédition paraît chez Marc Loqueneux en 1588, partagée avec Claude Micard[4], in-16°, [6]-281-[1] p. Dans cette réédition, 44 pièces de l’édition de 1576 disparaissent, 25 sont nouvelles, et quelques airs sont modifiés. La préface est signée « M. A. C. », ce qui laisse supposer Chardavoine serait mort avant et a eu un continuateur, non identifié.

La collection de pièces du recueil est constituée de 190 poèmes (toujours anonymes, dont 186 ont de la musique à une voix sous la première strophe, et 4 seulement une indication de timbre (c'est-à-dire d'une autre chanson dont la musique convient).
Beaucoup de ces poèmes apparaissent dans d’autres recueils poétiques contemporains (sans musique), et on peut de fait les qualifier de « populaires ». La musique qui leur a été jointe provient de chansons ou d’airs mis en musique écrits pour 3 ou 4 voix par des compositeurs déjà un peu anciens, tels Jacques Arcadelt, Pierre Certon, Pierre Cléreau, Nicolas de La Grotte, Adrian Le Roy, Fabrice Marin Caietain ou Antoine de Mornable essentiellement (leurs musiques paraissent à partir des années 1550, en parties séparées et parfois en transcription pour voix et luth). Chardavoine en reprend généralement la voix de dessus, mais il l’adapte souvent à sa manière (ce qui permet de le qualifier d’arrangeur, si ce n’est de compositeur).
Le recueil de Chardavoine est unique en son genre, étant le seul à fournir des musiques à une voix sur des poèmes supposés répandus à cette époque. Il se réclame du genre des « voix-de-ville », c’est-à-dire de cette manière de chanter qui privilégie la voix de dessus, genre qui apparaît historiquement être une des sources de l’air (par opposition à la chanson polyphonique, où les voix sont équivalentes).
Parmi les poèmes qu'il a mis en musique et publiés dans son anthologie se trouvent le célèbre Mignonne allons voir si la rose et Ma petite colombelle de Ronsard, Si vous regardez madame de Du Bellay ou encore Longtemps y a que je vis en espoir de Marot.

## Discographie
- Mignonne allons voir si la rose par l'Ensemble vocal Philippe Caillard (1964)
- Mignonne allons voir si la rose par Les Ménestriers (1972)
- Ma petite Colombelle par les Ménestriers (1972)
- Mignonne allons voir si la rose, Guide des instruments de la Renaissance, Ricercar, RIC 95 001 A, 1995, CD 1 (version instrumentale)